# Gaspar de Carvajal
Gaspar de Carvajal (Trujillo, 1504 — 1584) foi um padre dominicano espanhol.
Fez parte da expedição e foi baleado chegaram depois de dois anos e oito meses de viagem, já no comando de Francisco de Orellana. Retornou então ao Peru, onde dirigiu conventos em Lima e Cuzco. Foi também vigário em Tucumán.
Da expedição ao Brasil escreveu Relación del nuevo descubrimiento del famoso río Grande que descubrió por muy gran ventura el capitán Francisco de Orellana.
De adaptação dos escritos do Frei Gaspar, foi elaborado o roteiro do filme alemão Aguirre, der Zorn Gottes (br.: Aguirre, a cólera de Deus). No livro  Frei Gaspar de Carvajal volta aos rios,  Bernardo de Mendonça recorda, com base nesse testemunho, a aventura do século XVI e a relaciona com a do escritor brasileiro Mário Palmério, que construiu um barco para percorrer a Amazônia, sem destino, no século XX,  e o batizou com o nome do frei,  o cronista da primeira travessia do rio Amazonas por europeus que a história reconhece.